# Isonebula maculatus
Isonebula maculatus là một loài chân đều trong họ Cymothoidae. Loài này được Taberner miêu tả khoa học năm 1977.